# 一代大商孟洛川
《一代大商孟洛川》，是一部以“瑞蚨祥”的东主孟洛川的故事为原型，由张桐、柏寒、杨冬、刘栋、张蓓蓓等主演，龚艺群导演的36集电视剧。片中讲述了瑞蚨祥的业东孟洛川的一生以及其继承“瑞蚨祥”并将其发展为一民族品牌的故事。台灣OTT由KKTV和LiTV 線上影視全劇上架。

## 剧情
讲述了孟洛川征战商海，取得一个又一个胜利。即便失败，也能重新站起来，并且分析自己在哪里犯了错误。在最后，主人公孟洛川感慨道：「大商无算」。这句话的意思是一个大商，不算计别人，或者说他已不需算计，已经达到了崇高的境界。孟洛川心中也有一杆秤，何为大商？于己有利而与人亦有利者。何为小商？与人无利而于己有利者。何为奸商？损人之利而为己利。何为非商？对人有利而对己无力者。